# Otto Martin Torell
Otto Martin Torell (Varberg, 5 de junio de 1828 - Estocolmo, 11 de septiembre de 1900) fue un naturalista, geólogo y botánico sueco. Se educó en la Universidad de Lund como médico, pero se interesó posteriormente en la zoología y la geología, dedicándose a la ciencia.
Inicialmente enfocó su atención a la fauna invertebrada, y a los cambios físicos del pleistoceno y los tiempos recientes. Estudió los fenómenos de los glaciares de Suiza, Spitsbergen y Groenlandia, realizando dos expediciones al Ártico en compañía de Adolf Erik Nordenskjöld.
En 1866 se convirtió en profesor de zoología y geología en la Universidad de Lund, y en 1871 fue contratado como jefe de la "Geological Survey de Suecia", donde trabajó hasta 1897.
Sus publicaciones incluyen Bidrag till Spitzbergens molluskfauna (1859), y memorias para acompañar gran cantidad de hojas del Geological Survey map of Suecia.

## Honores

### Eponimia
- (Myrtaceae) Corymbia torelliana (F.Muell.) K.D.Hill & L.A.S.Johnson[1]
- La abreviatura «Torell» se emplea para indicar a Otto Martin Torell como autoridad en la descripción y clasificación científica de los vegetales.[2]

## Abreviatura (zoología)
La abreviatura Torell  se emplea para indicar a Otto Martin Torell como autoridad en la descripción y taxonomía en zoología.